# باغ ژاپنی

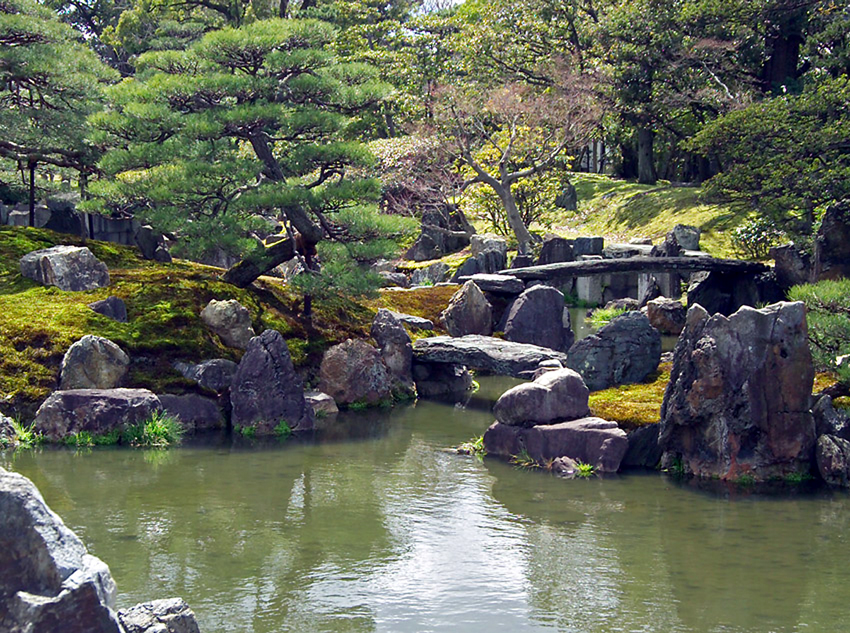
تصویری از یک باغ ژاپنی در قصر نیجوجو ژاپن.

باغ ژاپنی (به ژاپنی: 日本庭園) نام سبکی خاص از باغ‌سازی است که در آن از عناصر موجود در طبیعت به نحو شگرفی استفاده می‌شود. معمولاً در ترکیب باغ‌های ژاپنی از ترکیب گیاهان رنگارنگ و متنوع با عناصری همچون پله‌های سنگی، برکه‌های کم‌عمق، حصارهای سنگی، نرده‌هایی از خیزران (بامبو)، پل‌های چوبی یا سنگی بر فراز برکه‌ها و جزایر مصنوعی آکنده از گل و گیاه استفاده می‌شود.
باغ ذن (باغ سنگی ژاپنی) گونه‌ای از انواع باغ‌های ژاپنی است.

## باغ ژاپنی در گذر زمان
اولین باغ‌های ژاپنی در منطقه کوهستانی یاماتو (Yamato) که در حال حاضر نارا (Nara) نام دارد در قرن ششم میلادی به‌ وجود آمدند. این باغ‌ها تقلیدی از صحنه‌های اقیانوس بودند، برکه‌های عظیمی با سواحل شنی و سنگی و همچنین جزایر کوچک. در قرون ۶ و ۷ میلادی، تفکر شینتو جای خود را به بودیسم داد و از این پس تأثیر بودیسم در طراحی باغ‌های ژاپنی کاملاً محسوس است.

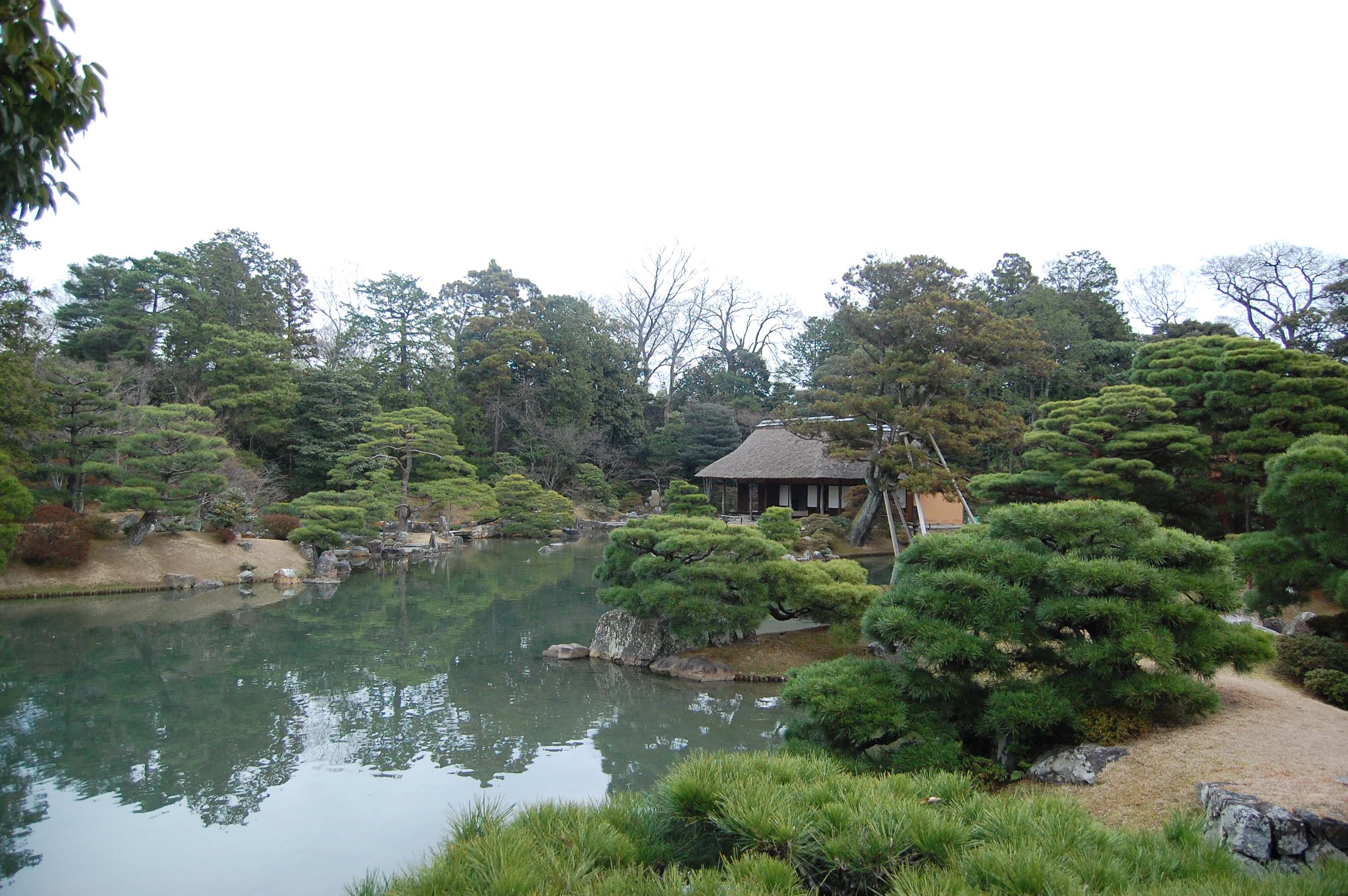

در سال ۷۹۴ میلادی پایتخت از نارا به کیوتو منتقل شد. کیوتو در بستر طبیعی بسیار زیبا و شاعرانه‌ای قرار گرفته‌ است. در این منطقه چندین رودخانه به هم می‌رسند و آبراهه‌های زیادی برای آبرسانی به شهر حفر شده‌ است. تابستان‌های کیوتو گرم و شرجی است و برای خنک کردن هوا، آبشار و برکه‌های بسیاری ساخته‌اند.
جوی‌های مصنوعی از بین ساختمان‌ها عبور می‌کنند و به باغ‌ها وارد می‌شوند. این برکه‌ها معمولاً اشکال ساده‌ای دارند و به اندازه‌ای وسیع اند که می‌توان روی آنها قایقرانی و در کنارشان ماهیگیری کرد. آلاچیق‌های ماهیگیری را راه‌روهایی به هم متصل می‌کند و یادآور رواق‌های ایرانی است.
با گسترش فرهنگ بودیسم در ژاپن، سبک باغ‌سازی شیندن (Shinden)، که بر اساس فرقه جودو (Jōdo-shū) که به معنی «سرزمین خلوص» است، رواج یافت.
یک نمونه کامل آن، باغ بیودو-این (Byōdō-in) و معبد جودو در شهر اوجی (Uji) در حومه کیوتو است. در قرن ۱۱ میلادی و اواخر دوره هی‌آن (Heian period)، یک نجیب‌زاده ناشناس قوانین باغ‌سازی را در کتاب ساکوتِکی (Sakuteiki) به‌ثبت رسانید.

## اصول طراحی باغ
ابتدا زمین و آب موجود در نظر گرفته می‌شود و بعد مکان‌های طبیعی زیبایی که در خاطره و ذهن نقش بسته است به یاد آورده شود، سپس زمانی که مکان نهایی باغ انتخاب شد، طراح باید بگذارد تا خاطره برای او تعیین کند کدام عنصر از همه بیشتر احساس‌برانگیز است.

دوران طلایی طراحی باغ ژاپنی، دوره موروماچی (Muromachi) است که از ۱۳۳۳ تا ۱۵۶۸به طول انجامید. در این دوران استادکارانی به نام سِنزوکاواراموس (Senzui-Kawaramus) به معنی «آدم‌های کوه، نهر و رود» بسیار فعال بودند و سبک جدید باغ صخره‌ای ژاپنی (Karesansui) را در آن زمان پدید آوردند.

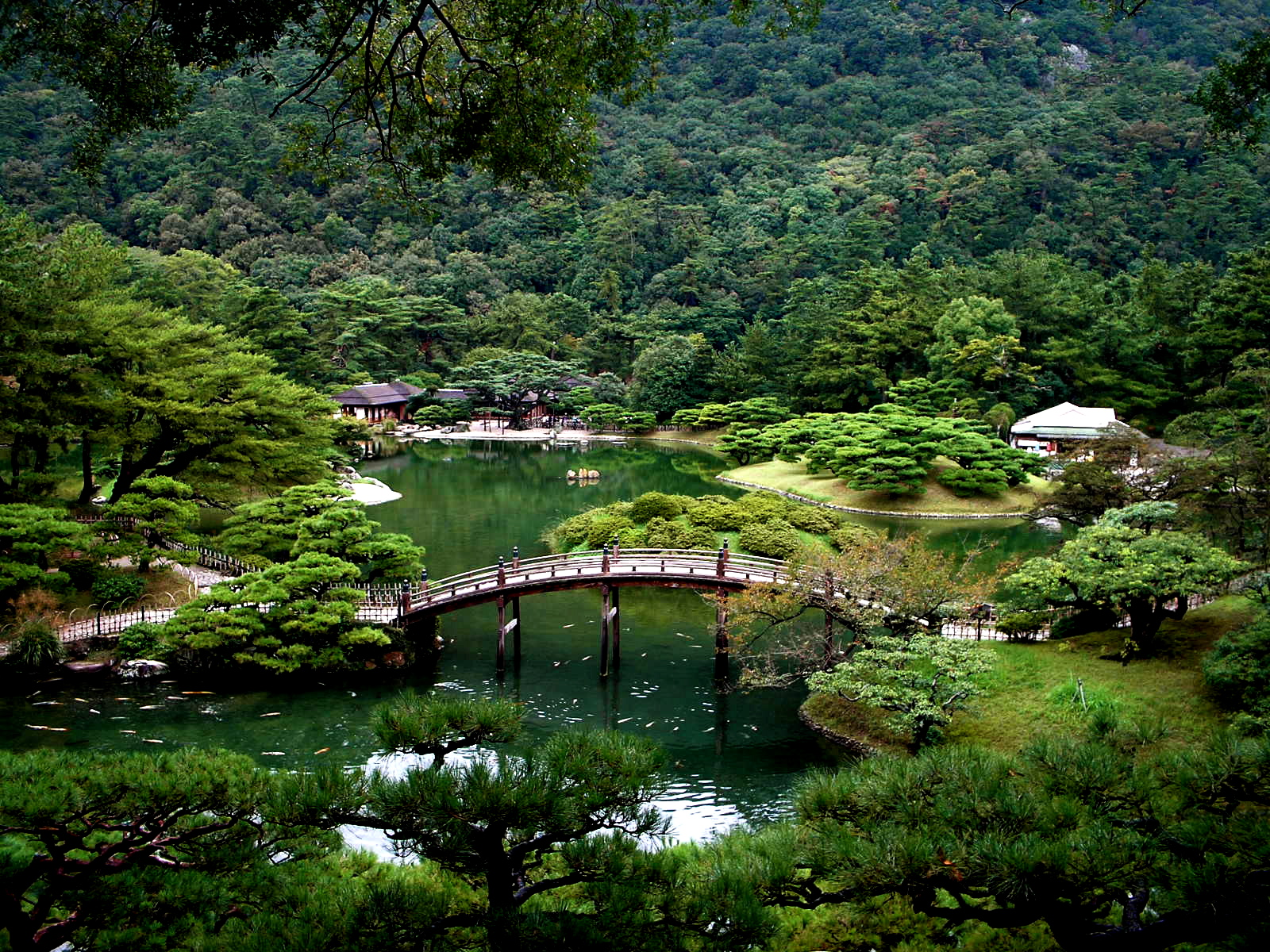
نمایی از یک باغ ژاپنی

این باغهای صخره‌ای که فقط با صخره و سنگ و شن ساخته شده بودند در سبک معماری شوئین (Shoin) و نقاشی چینی و سیاه‌قلم ادیبان (Suiboku-ga) تاثیر گذاشتند. تأثیر دیگر این تفکر در پرورش بونسای بود. منظره‌های «کشویی»، که هدفشان نمایش جهان در یک فضای محدود است، تماماً تلاش برای رسیدن به نوعی فضای ایدئال برای اعمال مراقبه بوده‌ است. در واقع باغ ژاپنی فضایی کاملاً ذهنی است.

## گونه‌شناسی باغ ژاپنی
باغ ژاپنی را نسبت به درجه کامل بودنش به ۳ گروه تقسیم می‌کنند:
1. باغ‌های کامل با جزئیات زیاد = shin
2. باغ‌های کامل با جزئیات متوسط = Syo
3. باغ‌های با جزئیات کم و ساده = So

این سه گروه مجدداً براساس زیبایی‌شناسی به سه دسته تقسیم می‌شوند:
1. زیبایی طبیعی = Shibui
2. آرامش و تنهایی = Wabi
3. روستایی و ساده = Sabi

باغ‌های ذن نیز می‌تواند در هر یک از این دسته‌ها قرار گیرد.

## ساختار باغ ژاپنی
دیاگرامی که از قرن ۱۵ میلادی تاکنون در بسیاری از کتاب‌های طراحی باغ ژاپنی طرح شده‌ است نشان می‌دهد چگونه یک منظرهٔ طبیعی به وسیلهٔ عناصر مشخص به وجود می‌آید. این دیاگرام ۱۶ عنصر دارد که همگی دور «صخرهٔ مرکزی» یا «نگهبان» قرار گرفته‌اند. اینجا دیگر مربع‌های متقارن فضای باغ را متعادل نمی‌کنند، بلکه عناصر گوناگون یک نوع تعادل غیرمتقارن را به وجود می‌آورند.

البته وجود همه این ۱۶ عنصر همیشه ضروری نیست و می‌توان به طرق گوناگون و به تعداد متفاوت از آنها استفاده کرد:

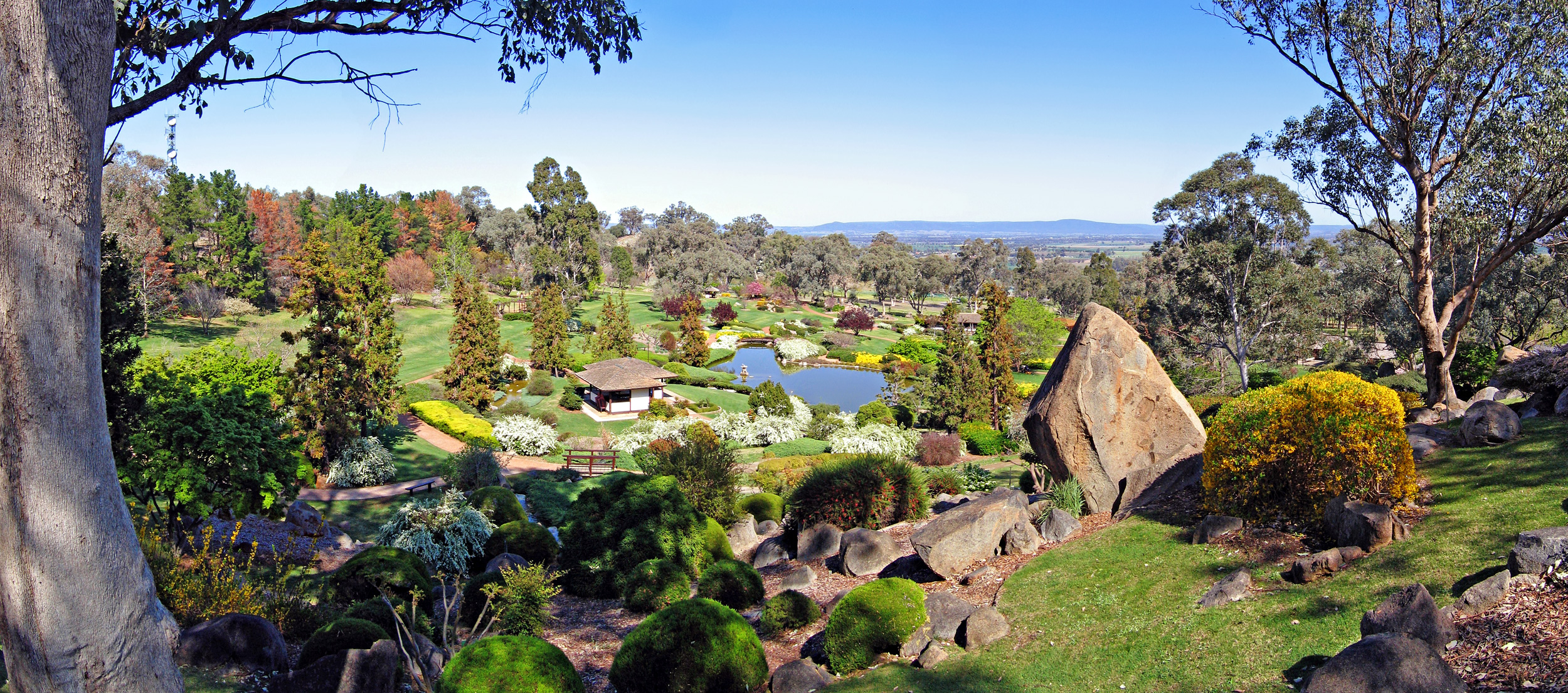
تصویری از یک باغ ژاپنی در استرالیا.

1. «تپهٔ کوچک» یا «صخرهٔ مهمان»
2. «کوه دوردست»
3. «کوه اطراف»
4. «ساحل شن»
5. «کوه میانی»
6. «قلهٔ کوه»
7. «کوه اصلی»
8. «جزیرهٔمرکزی»
9. «صخرهٔ مقدس»
10. «جزیرهٔ صاحب باغ»
11. «جزیرهٔ مهمان»
12. «خروجی برکه»
13. «دهانهٔ آبشار»
14. «برکه یا دریاچه»
15. «خطوط پهن ساحل»[۳]

## عناصر کلیدی باغ‌های ژپنی
1. ذن: اولین نکته مهّم دربارهٔ این باغ‌ها توجه به ذن بوده و طراحان تلاش نموده‌اند این مفهوم در جای جای این گونه باغ‌ها دیده شود.
2. داشتن فرم هنری: طراحان این گونه باغ‌ها همواره در تلاش هستند طبیعت را در این باغ‌ها به صورت مینیاتوری به تصویر کشیده و به نمایش صحنه‌های تقلیدی از صخره‌ها، کوه‌ها و سایر عناصر طبیعی بپردازند. در قدیم بسیاری از این باغ‌ها، داستان‌ها و افسانه‌های ژاپن را یادآور می‌شدند و بیشتر در معابد این سبک مورد استفاده قرار می گرفت.

در این باغ‌ها معمولاً از سنگ‌های کوچک برای نمایش موج آب رودخانه‌ها، دریاها و اقیانوس‌ها استفاده شده که می‌توانند الگوهای متفاوتی داشته باشند و امّا تخته‌سنگ‌های بزرگ برای مناظر چشم‌گیر مورد استفاده قرار می‌گیرد که می‌تواند مفاهیم متفاوتی همچون جزیره، کوه و غیره را تداعی کند.

## آب

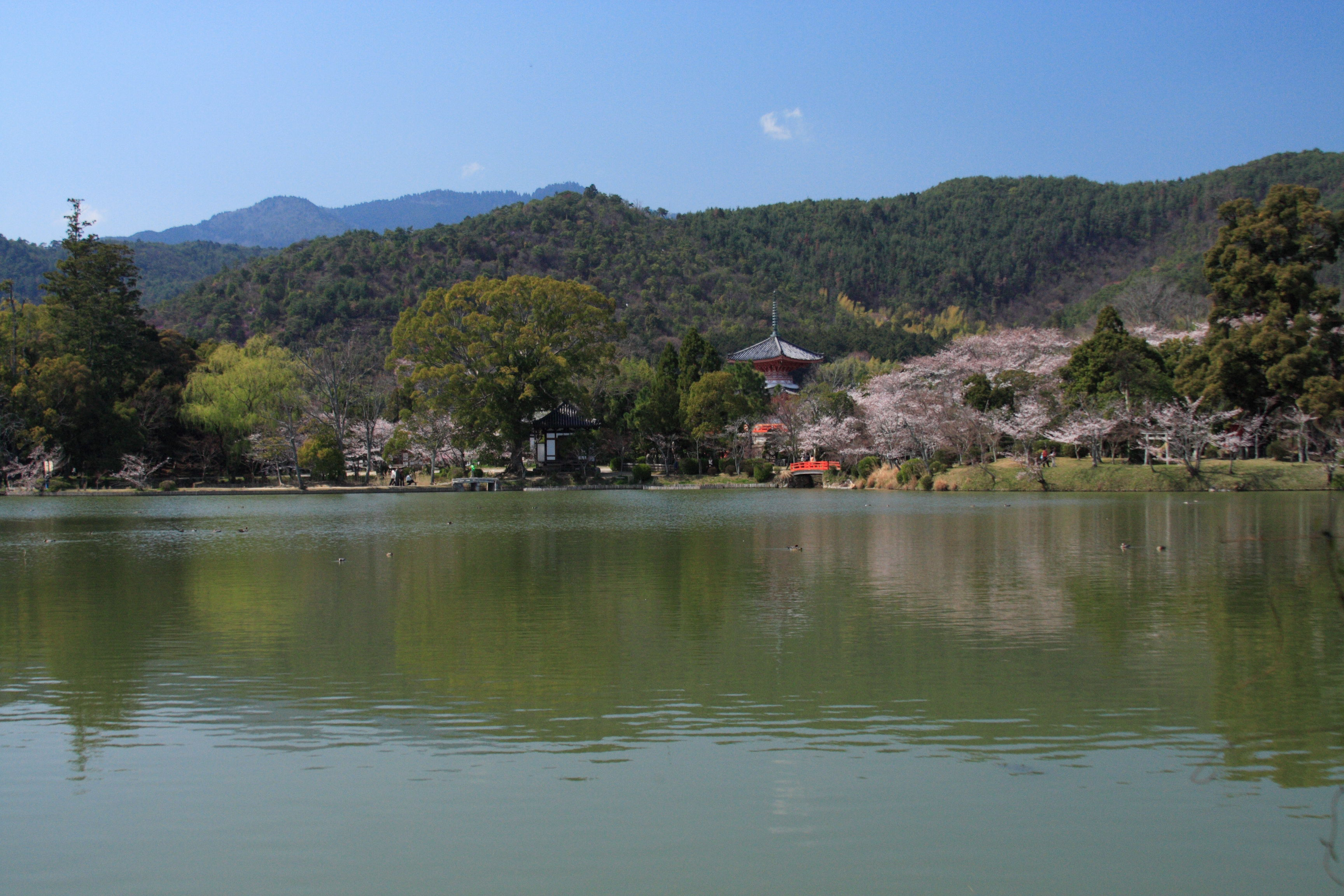
دریاچه اوساوا در کیوتو بخشی از باغ‌های امپراتوری قدیمی در زمانامپراتور ساگا (۸۲۳-۸۰۹) بود.

در سبک باغ‌سازی ژاپنی آب اجازه رشد افقی باغ را می‌دهد و باغبان‌ها از آب به خاطر صدایش استفاده می‌کنند. برکه را می‌توان مرکز توجه در یک باغ ژاپنی دانست که جوی‌ها به آن منتهی می‌شوند. اطراف این محل باید تا حد امکان طبیعی جلوه دهد بنابراین آن را با سنگ‌های رودخانه‌ای و تخته سنگ و گیاهان مناسب می‌پوشانند.
سرگرمی در باغ ژاپنی با انواع بازی به وجود می‌آید، مثل بازی جمع‌آوری اشیای مختلف، و البته بازی سالک که مهم‌ترین است. برای نمونه ژاپنی‌ها صخره‌های عظیم را از نقاط گوناگون کشور می‌آورند، کسانی که می‌توانستند این سنگ‌ها را شناسایی کنند نوعی لذت کلکسیون‌داری را تجربه می‌کنند.
در قوانین نقاشی ژاپنی برای وسعت دادن به منظرهٔ ترسیم شده با ژرفانمایی بازی می‌کنند. در باغ هم همین اتفاق می‌افتد.
ساحل جلویی جزئیات خیلی زیادی دارد و عناصر آن بزرگتر از واقعیت هستند، اما ساحل عقب بسیار کوچکتر و کمی مبهم ساخته می‌شود. باغ ژاپنی باغی فلسفی است و همانند ابزاری برای درک جهان عمل می‌کند

### مظهر آب
مظهر آب در باغ ژاپنی هرگز نباید عیان شود و فقط به حضور آن اشاره می‌شود و این اشاره معمولاً با ایجاد یک آبشار کوچک صورت می‌گیرد.

## راه‌ها

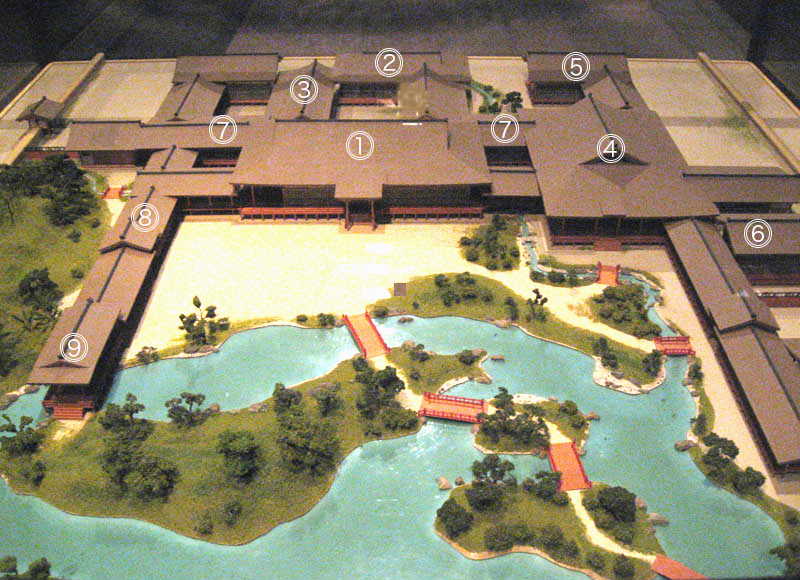
مدل محل اقامت و باغ در Heian-kyō (کیوتو)، حدود ۱۰۰۰.

در باغ ژاپنی مسیرها کاملاً طبیعی است و گاهی سنگ‌های قدمگاه (جای قرارگیری پا) چنان پر پیچ و خم است و فواصل میان این سنگ‌ها چنان متفاوت است که انسان باید آگاهانه قدم بردارد و در واقع برداشتن هر قدم به نوعی حرکت هنری تبدیل می‌شود.

## رنگ
از لحاظ رنگ‌بندی باغ‌های ژاپنی بسیار ساده‌گرا هستند و تنها از یک یا دو رنگ در در هر فصل برخوردارند. برای نمونه باغ گیلاس که ناگهان در بهار غرق شکوفهٔ سفید می‌شود.

## درب
درب باغ ژاپنی، یک پرده کاغذی کشویی یا بازشو، فضای بیرون و درون را جدا می‌کند و رابطه خیلی نزدیکی بین داخل و خارج به وجود می‌آورد. فضا طوری طراحی شده که بهترین منظره را نشسته بر زمین می‌توان دید. رفاه در اینجا فدای چشم‌انداز می‌شود (مهم نیست که گرمای تابستان به درون نفوذ می‌کند یا سرمای زمستان) و صحبت از رابطهٔ نزدیک بین انسان و طبیعت است.

## وسایل باغ
در باغ ژاپنی همیشه یک فانوس سنگی، یک درخت استثنایی، یک آلاچیق ماهیگیری، رواق‌های چوبی، پل‌های سنگی و چوبی، چاهی برای شستشو، به خصوص مکانی برای مراسم چای و سکویی برای تماشای مهتاب وجود دارد.

## باغ ذن

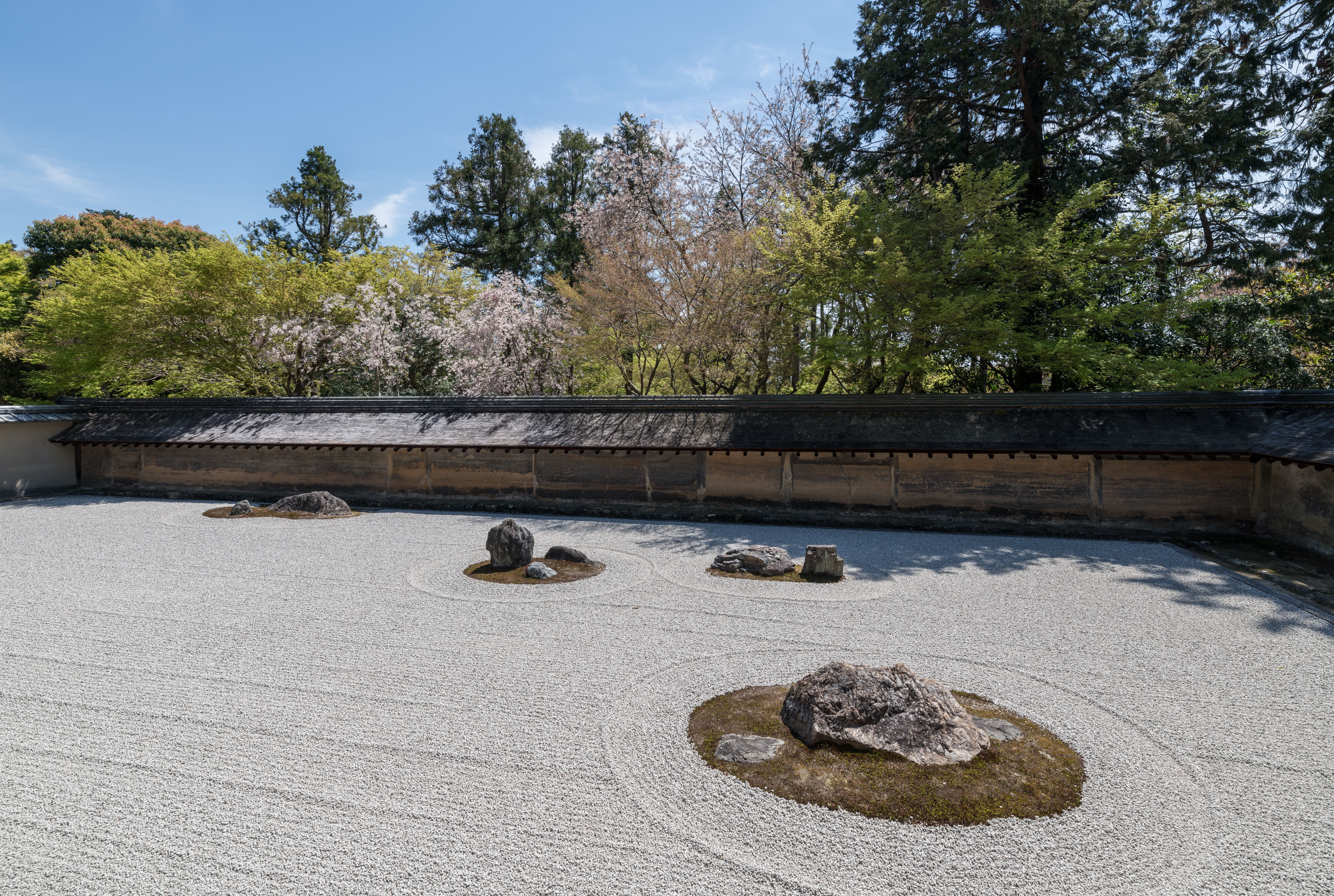
ریوان-جی (انتهای سده ۱۵) در کیوتو، ژاپن، مثال معروفی از باغ ذن

یکی از زیباترین انواع باغ‌های فلسفی، باغ ذن (باغ‌های سنگی) است. در این نوع باغ، مکتب ساده‌گرایی، به معنی «کاهش دادن در حد امکان» و با کمترین عناصر، بیشترین مفاهیم را انتقال دادن، به اوج می‌رسد تا حدی که کوچکترین تغییر در این باغ‌ها یک اتفاق مهم تلقی می‌شود. این ساده‌گرایی از ذن سرچشمه می‌گیرد و مشهورترین نمونهٔ آن باغ ریوان-جی (Ryoan-Ji) است.

### باغ ریوان-جی
باغ ۱۵ صخره دارد که در مستطیلی مملو از شن قرار دارند و چند درخت نیز در انتهای باغ وجود دارد. شن نماد آب است و صخره‌ها نماد کوه. این باغ یک منظرهٔ ذهنی است که سادگی آن انسان را به سوی تزکیه نفس می‌کشاند.
یک پیشوای ذن دربارهٔ باغ می‌نویسد:
«در اینجا تقلیل دادن سی‌هزار فرسنگ به یک پا کاملاً محسوس است»
به گفتهٔ برخی خود او طراح این باغ بوده‌ است.
تفاسیر گوناگونی از این باغ وجود دارد. برای نمونه این صخره‌ها را به ببر ماده و توله‌هایش در حال عبور از رودخانه تشبیه کرده‌اند، یا دیاگرام نقطه‌های مشخصی در کهکشان را با نقاط قرارگیری صخره‌ها مقایسه کردند؛ ولی بهترین تفسیر این است که در فضای این باغ قدرتی است که به انسان نوعی آرامش مطلق را تلقین می‌کند و در این فضا، رازی است که با هیچ واژه‌ای نمی‌توان توصیف کرد

## نگارخانه

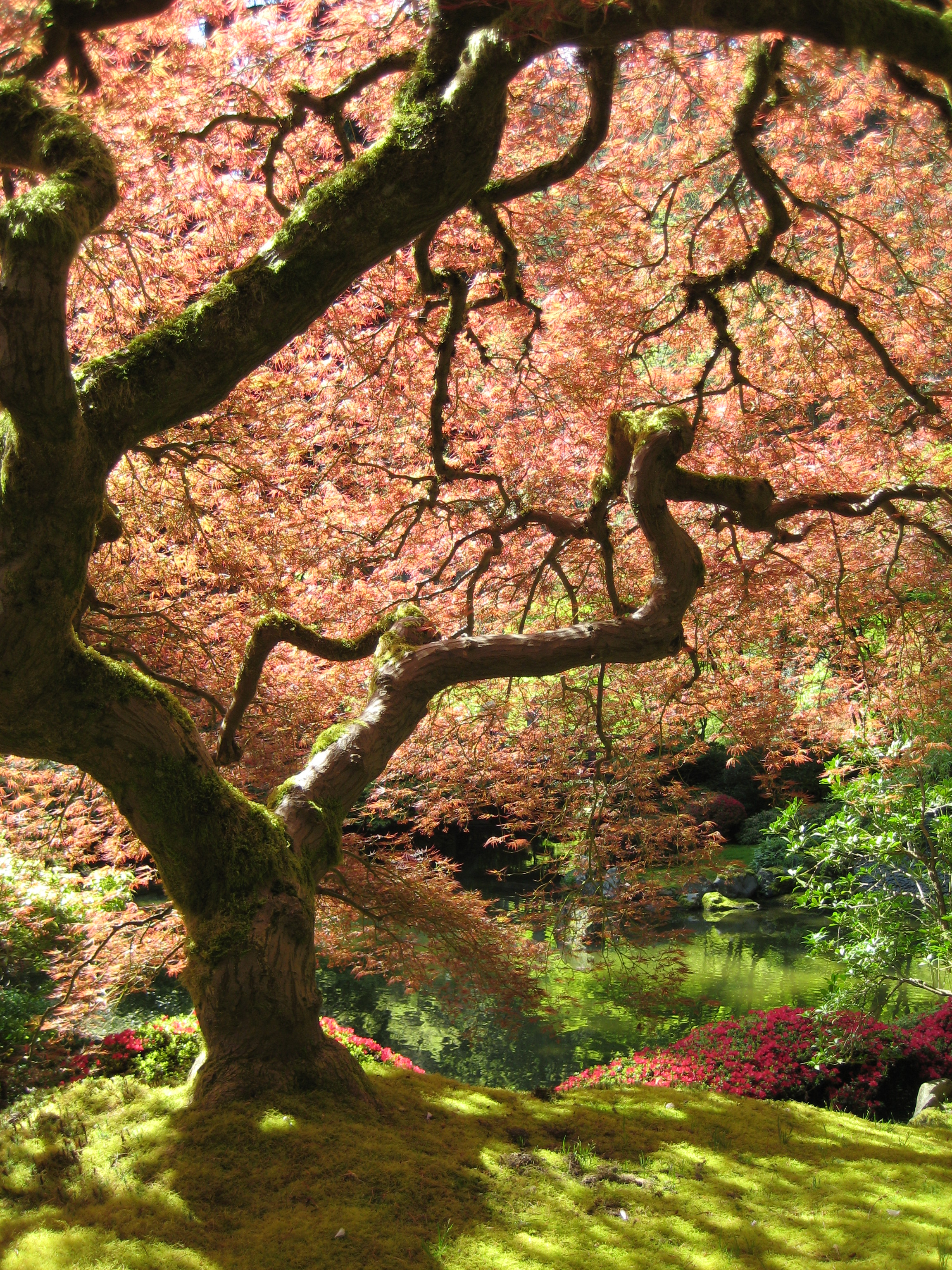
افرای ژاپنی
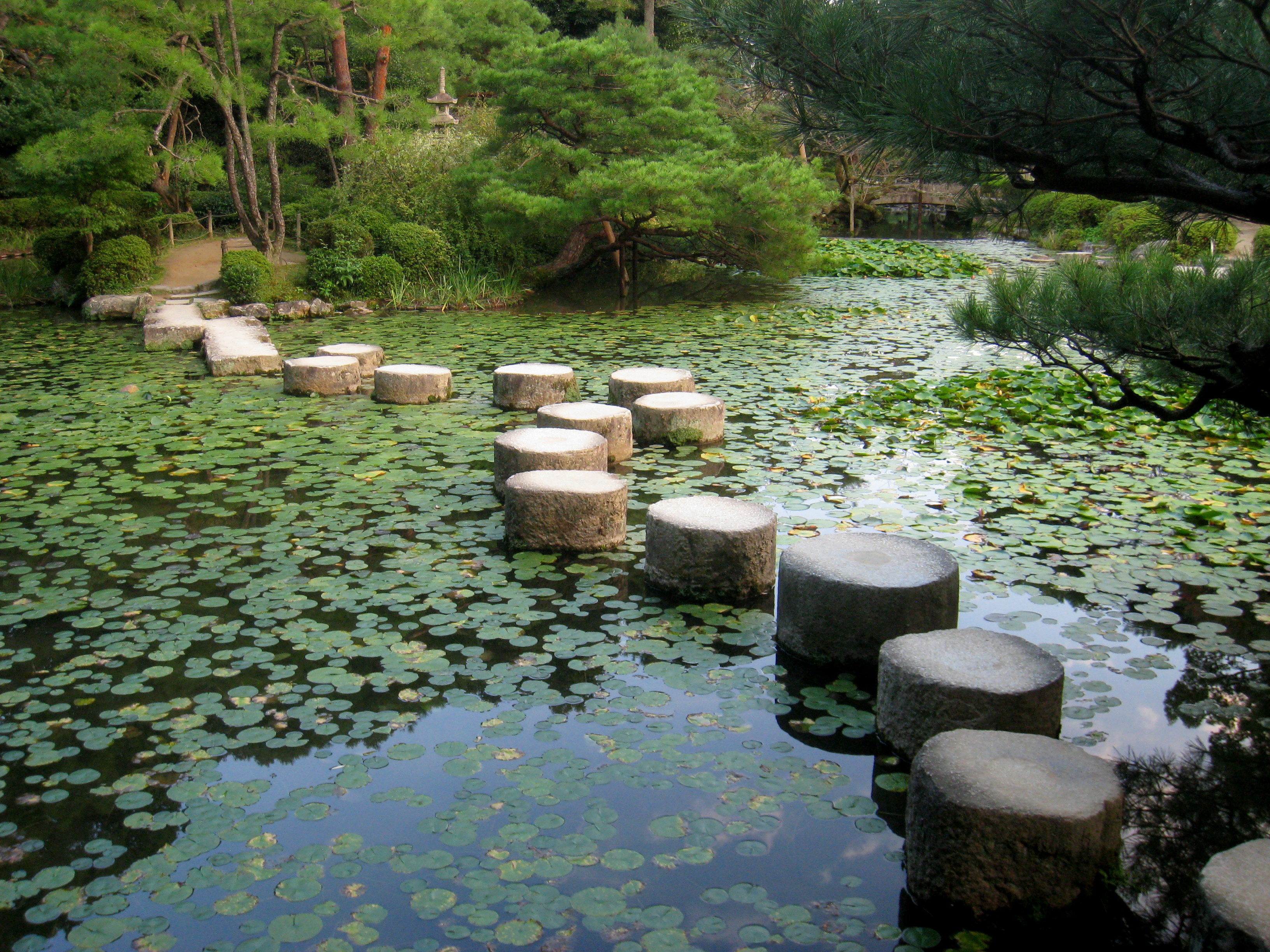
سنگ‌های قدمگاه در باغ اولین کاخ سلطنتی کیوتو. این سنگ‌ها در اصل بخشی از پل قرن شانزدهمی روی رود کامو بودند که در اثر زلزله تخریب شد.
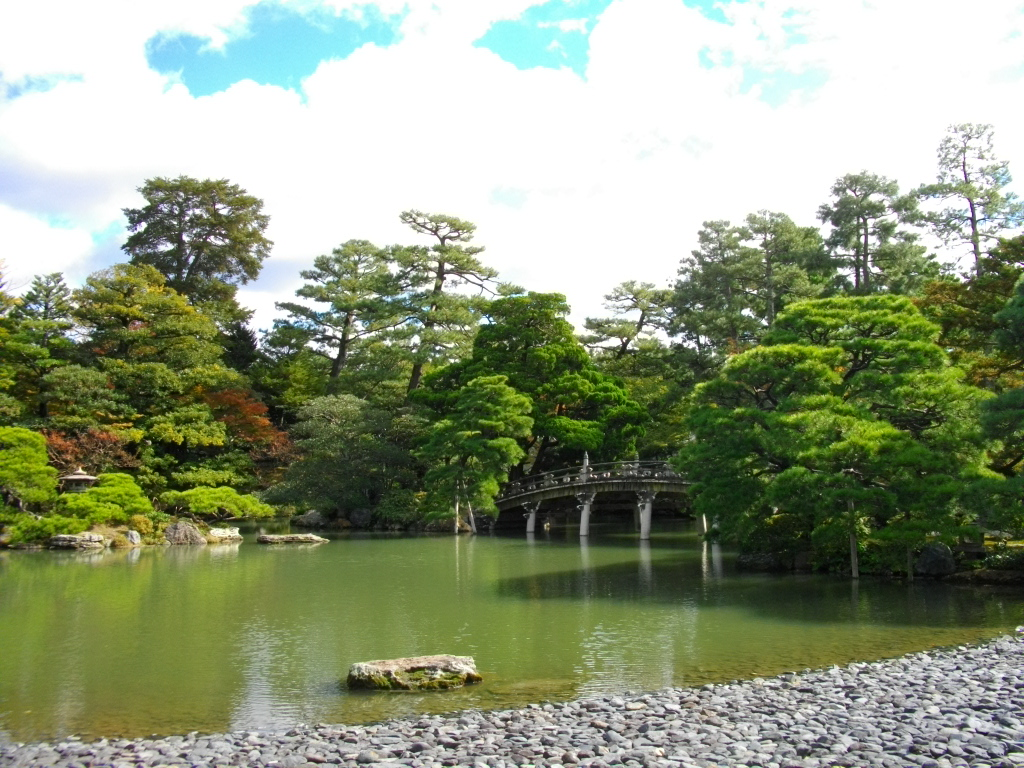
باغ بازسازی شده کاخ سلطنتی کیوتو قدیمی